# Pittsfield (Wisconsin)
Pittsfield – miasto w Stanach Zjednoczonych, w stanie Wisconsin, w hrabstwie Brown.